# Eleocharis decoriglumis
Eleocharis decoriglumis là loài thực vật có hoa trong họ Cói. Loài này được Berhaut mô tả khoa học đầu tiên năm 1953.